# Episodi di Casa Vianello (sedicesima stagione)
Questa è la lista degli episodi della sedicesima stagione di Casa Vianello, trasmessa su Rete 4 dal 20 dicembre 2006 al 15 aprile 2007.

## Lista episodi
| nº | Titolo episodio          | Data Prima TV    |
| -- | ------------------------ | ---------------- |
| 1  | L'hammam                 | 20 dicembre 2006 |
| 2  | I cinesi                 | 20 dicembre 2006 |
| 3  | La confraternita         | 20 dicembre 2006 |
| 4  | Il complotto             | 24 dicembre 2006 |
| 5  | L'impostore              | 31 dicembre 2006 |
| 6  | Raimondo V.              | 7 gennaio 2007   |
| 7  | Lo scambio               | 14 gennaio 2007  |
| 8  | La legge dell'ex         | 21 gennaio 2007  |
| 9  | Call center Vianello     | 28 gennaio 2007  |
| 10 | Addio Kate               | 4 febbraio 2007  |
| 11 | Una lacrima sul viso     | 11 febbraio 2007 |
| 12 | Casalinghe disperate     | 18 febbraio 2007 |
| 13 | Fondi neri               | 25 febbraio 2007 |
| 14 | Un diamante è per sempre | 4 marzo 2007     |
| 15 | La vanità degli uomini   | 11 marzo 2007    |
| 16 | Dolce dormire            | 18 marzo 2007    |
| 17 | La figlia del portiere   | 25 marzo 2007    |
| 18 | Viva il wrestling        | 1º aprile 2007   |
| 19 | L'amore non esiste       | 8 aprile 2007    |
| 20 | Il grande comandante     | 15 aprile 2007   |

## L'hammam
Sandra decide di rilevare un hammam. Raimondo, ovviamente è molto scettico all'iniziativa della moglie, pensando che sia una delle tante fissazioni che le prendono periodicamente, salvo poi cambiare idea non appena scopre che una delle clienti di Sandra è la sua avvenente nuova vicina di casa, Cristina. Pur di stare vicino alla donna e farle dei massaggi, decide di farsi nominare direttore dell'hammam, senza però sapere che anche il gelosissimo marito di Cristina è cliente di Sandra.

## I cinesi
Raimondo decide di acquistare un nuovo televisore al plasma, suscitando il disappunto di Sandra, che lo considera uno spreco. Dopo alcune discussioni Sandra concede di acquistare la TV nuova solo se il marito fosse riuscito a fare risparmi nel bilancio famigliare. Raimondo prende molto alla lettera questa imposizione della moglie, cominciano a portare gli abiti a stirare in una lavanderia gestita da cinesi. Non contento cerca di convincere l'assemblea condominiale a licenziare il portiere per sostituirlo con una famiglia di cinesi, che permettevano un fortissimo risparmio, ma non tutto va come dovrebbe.

## La confraternita
Raimondo viene contattato dal responsabile di una strana confraternita. Come sempre Raimondo è scettico su queste cose, ma viene abbindolato dalla possibilità di potersi appartare in un casale isolato con l'avvenente vicina di casa, e proprio per questa ragione, Raimondo paga due grosse somme di denaro.

## Il complotto
Sandra è stufa della solita vita sempre in casa che vive con Raimondo per cui decide di giocargli uno scherzo per farlo cambiare: decide di lasciarlo. Raimondo, ovviamente, è felicissimo della cosa, ma deve scontrarsi con i piccoli sabotaggi di Sandra contro la nuova vita di single, resi possibili grazie all'installazione di una microspia che le consente di ascoltare tutto quanto avviene a casa. Raimondo ben presto ne scoprirà l'esistenza e ne approfitterà per vendicarsi.

## L'impostore
Raimondo viene “convinto”, dietro la minaccia di non vedere i Mondiali di calcio, da Sandra a farsi visitare da un dentista amico di lei. Giunto nello studio del medico, venendo a scoprire che il dottore ha un fratello malato di mente convinto di essere un valente dentista, Raimondo viene colto dal panico e fugge, senza farsi visitare. Una volta venuta a conoscenza dell’accaduto Sandra decide di scoprire chi effettivamente è il medico vero e chi quello falso: per farlo decide di far fare una visita a lei e una al marito. I due tornano, nuovamente nello studio e qui Raimondo fa delle avance all'assistente del dottore per cui Sandra medita una vendetta.

## Raimondo V.
Sandra e la tata decidono di acculturarsi per essere alla pari con Raimondo, che consiglia come unica lettura alla loro portata dei fotoromanzi. Nel frattempo a Raimondo hanno commissionato un romanzo erotico, per scrivere il quale trae ispirazione contemplando Kate, immaginandosi già celebrato come autore dell'anno. Sandra, intanto, stufa di fotoromanzi, viene dirottata da Raimondo su un libro pieno di buoni sentimenti, "Cuore". Quando però Sandra legge le prime pagine del libro erotico di Raimondo, ne parla con uno psicanalista che le spiega come questa tendenza di Raimondo sia dovuta alla perdita dei sentimenti veri. Sandra decide allora di sostituire i fogli del libro erotico con quelli del libro "Cuore", che finiscono all'editore di Raimondo, mandandolo letteralmente in bestia.

## Lo scambio
Sandra si lamenta con Raimondo per la noia della loro vita coniugale. Raimondo risponde provocatoriamente che anche la Tata sarebbe stata una moglie migliore di Sandra. Il mattino dopo, svegliandosi, Raimondo trova nel letto accanto a sé la Tata, ma il suo stupore aumenta quando recandosi in cucina trova Sandra nei panni della Tata. Convinto che le donne – con la complicità del portiere – gli stiano giocando uno scherzo, chiede aiuto al suo amico Nicola ma, anche lui regge il gioco di Sandra e della Tata. Questo non fa cambiare idea a Raimondo che – sempre convinto si tratti di scherzo – rispolvera le vecchie riviste che riportano le foto del matrimonio con Sandra ma qui con suo stupore scopre che la moglie è la Tata. Raimondo, visti i fatti, comincia a pensare di aver perduto la memoria.

## La legge dell'ex
Sandra decide di mandarsi un mazzo di fiori per fare ingelosire il marito, ma Raimondo comprende subito che è stata la moglie a mandarsi i fiori per cui rimane assolutamente indifferente alla cosa. Nello discutere Sandra strappa a Raimondo una scommessa: se lei fosse riuscita a portare a casa almeno uno dei sue ex, il marito avrebbe dovuto regalarle un abbonamento per il teatro; al contrario se fosse stato Raimondo a portarle una sua ex, Sandra non gli avrebbe più chiesto di andare a teatro. Iniziano le ricerche, ma i due si renderanno presto conto che i loro ex sono molto anziani e piuttosto rimbambiti. Sandra, però, decide di giocare sporco e ingaggia un attore per interpretare il ruolo del suo ex: Raimondo però scopre il sotterfugio e decide di vendicarsi.

## Call center Vianello
La Tata decide di investire il tempo libero in un call center per la vendita di biancheria e prodotti per la casa e Sandra, annoiata dalla sua solita vita decide di darle una mano. L'attività inizia, ma ben presto più di vendita di prodotti per la casa il call center di Sandra e della Tata, si trasforma in un consultorio matrimoniale a cui si rivolgono tutte le amiche e conoscenti delle donne. Anche Raimondo, suo malgrado, viene coinvolto nell'operazione e nonostante dia consigli assolutamente improbabili e strampalati, ottiene grande successo. Raimondo, esasperato dalla situazione, trova una soluzione per danneggiare la sua immagine agli occhi delle amiche e conoscenti di Sandra e della Tata.

## Addio Kate
Mentre Raimondo deve tenere una serie di conferenze nei Paesi Baltici, Kate è in procinto di tornare ad Amsterdam, ma, non osando dirlo a Raimondo, prega Sandra di farlo al suo posto. Raimondo però fraintende e si convince che Sandra voglia andarsene in giro per l'Europa, immaginando delle feste danzanti a casa sua con Kate, nuova padrona di casa. Prepara allora una cenetta romantica per Kate, che si trasforma in una cena d'addio quando Kate se ne va e Sandra prende il suo posto a tavola. Raimondo, disperato, decide di partire per il Baltico per dimenticare.

## Una lacrima sul viso
Raimondo, anche se non vuole darlo a vedere, non s’è ancora ripreso dalla partenza di Kate e, per questo motivo, è molto triste. Sandra si accorge della situazione senza però sapere le reali cause della tristezza del marito, quindi decide di capirne le ragioni. Raimondo non volendo ammettere che è triste per la partenza di Kate, fa credere a Sandra che lo sia per la prematura scomparsa di un collega. Convinta della buona fede del marito Sandra pubblica un necrologio sul giornale e nel contempo si fa prescrivere dal medico dei medicinali euforizzanti. Raimondo si trova ad affrontare prima l’amante, successivamente la moglie dell’attore che lui aveva dato per morto alla moglie.

## Casalinghe disperate
Sandra decide di aprire in casa sua una palestra che insegna alle casalinghe come unire la necessità di svolgere le faccende di casa con quella di fare esercizi ginnici. L'iniziativa richiama diversi condomini, cosa che infastidisce decisamente Raimondo. Tra le clienti di Sandra c'è anche la nuova avvenente vicina di casa Cristina trasferitasi da poco nel palazzo dei Vianello. Raimondo non si fa sfuggire l'occasione per corteggiarla e riesce a strapparle un'uscita, ma non va esattamente come Raimondo spera.

## Fondi neri
Raimondo butta via delle cose vecchie di Sandra, compresa una spilla a forma di farfalla, che il portiere decide però di tenere per sé. Nel frattempo Raimondo, tramite il suo agente, ha recuperato un grosso credito in contanti, grazie al quale pensa di regalare un gioiello importante all'affascinante nuova vicina. Sandra rientra e cerca la sua preziosa spilla, nascosta non si ricorda più dove. Così Raimondo dilapida tutti i contanti per recuperare la spilla di Sandra, che il portiere ha venduto a un inquilino e questi, a sua volta, a un gioielliere. Quando, sotto gli occhi gelidi della tata, che sa tutto, rientra in possesso della spilla, Sandra ritrova quella preziosa che aveva nascosto e dice che quella recuperata da Raimondo era solo una sorpresa da uovo di Pasqua. Così a Raimondo, senza più un soldo per fare un regalo alla nuova vicina Cristina, non resta che inseguire la tata per eliminarla.

## Un diamante è per sempre
L'affascinante vicina di casa Cristina ha avviato una nuova attività commerciale: vendita di pietre preziose. Approfittando del debole che Raimondo ha per lei, gli propone un ottimo affare vendendole una pietra preziosa a un prezzo molto inferiore al reale valore. Raimondo, fiutando l'affare e sperando di conquistare l'affascinante vicina, decide di accettare un altro acquisto molto importante, ma le cose non vanno come sperava.

## La vanità degli uomini
Sandra e un suo socio cercano di convincere Raimondo a fare da testimonial a una beauty farm per uomini che vorrebbero inaugurare. Ma Raimondo non vuole né feste a base di iniezioni di botulino, né depilazione totale, né tanto meno chirurgia estetica e neppure trucchi per gli addominali. Il sogno di tornare giovani svanisce, ma, pur di togliersi dai piedi Sandra, Raimondo accetta alla fine delle semplici maschere di bellezza notturne e se ne sta lì, a letto, più immobile e mortificato che mai.

## Dolce dormire
I Vianello decidono di effettuare alcuni lavori di ristrutturazione nella stanza della Tata. Da quel momento, però, il riposo dei coniugi è messo a rischio dal russare che, inizialmente Sandra imputava al marito costringendolo a dormire sul divano. La notte successiva, sarà Raimondo a passare la notte in bianco sempre per colpa del russare. La cosa si fa ancora più strana quando i coniugi, entrambi svegli, sentono russare nella loro camera da letto. Il mistero si svela alcuni giorni dopo, quando scoprono che, dopo aver fatto le ristrutturazioni il russare che sentono proviene dall'altra parte della casa, cioè dalla camera della tata.

## La figlia del portiere
Il portiere di Casa Vianello è preoccupato per il prossimo arrivo dall'estero della figlia a cui aveva dichiarato di essere un importante produttore televisivo. La preoccupazione porta diverse mancanze sul lavoro al punto che il condominio sta valutando di licenziarlo. La goccia che ha fatto traboccare il vaso è stata la perdita della busta contenente le spese di condominio che Raimondo pensava di aver consegnato al portiere. Dopo alcuni giorni Sandra scopre che Raimondo non aveva affatto consegnato la busta e medita una vendetta ai danni di Raimondo.

## Viva il wrestling
Raimondo dichiara pubblicamente di voler abbandonare il calcio. Questo è un motivo di gioia per Sandra perché spera che questo possa portare a un cambiamento della sua vita. Presto, però, Nicola si renderà conto che Raimondo deve assolutamente cercare un altro sport di cui appassionarsi per cui decide di presentargli il responsabile di alcuni atleti che praticano il wrestling e assiste all'esibizione di Red Devil e Kaio. Raimondo si appassiona immediatamente a questo sport e decide di organizzare un incontro in grande stile: Sandra e la Tata, contrarie alla scelta di Raimondo, decidono di mettergli il bastone tra le ruote.

## L'amore non esiste
Un'amica di Sandra, dopo aver divorziato da marito, decide di sposare un uomo molto più giovane di lui. Sandra, entusiasta della cosa, decide di ospitarli per alcuni giorni in casa sua. Quando il futuro marito dell'amica di Sandra si presenta in casa tiene sin da subito un comportamento piuttosto sfacciato e ineducato: questo infastidisce Raimondo che vorrebbe cacciarlo di casa. La cattiva opinione di Raimondo verso l'uomo si fa ancora più forte quando spiando una telefonata viene a scoprire che vuole sposare l'amica di Sandra solo per interesse per cui, per dimostrare alle donne che le sue idee erano corrette, decide di tirare all'uomo un trabocchetto, ma non va come sperava.

## Il grande comandante
Sandra riceve un video messaggio da Kate, che la incarica di realizzare alcune interviste a ex concorrenti del Grande Fratello che le saranno consegnate al prossimo ritorno in Italia della ragazza. Raimondo, ignaro del fatto che le interviste che Sandra e la tata stanno realizzando sono state commissionate da Kate, è molto infastidito dalla cosa. Mentre Sandra e la tata sono impegnate nelle interviste Raimondo decide di acquistare un aereo personale per volare in Olanda e conquistare Kate, senza immaginare che la ragazza sarebbe tornata in Italia entro pochi giorni: Sandra – indispettita dal comportamento del marito – decide di non dirgli del ritorno di Kate. Raimondo riesce finalmente a organizzare il volo in Olanda, ma le cose non finiscono come vorrebbe.